# 基亞拉格維克火山
57°12′11″N 156°44′42″W / 57.203°N 156.745°W

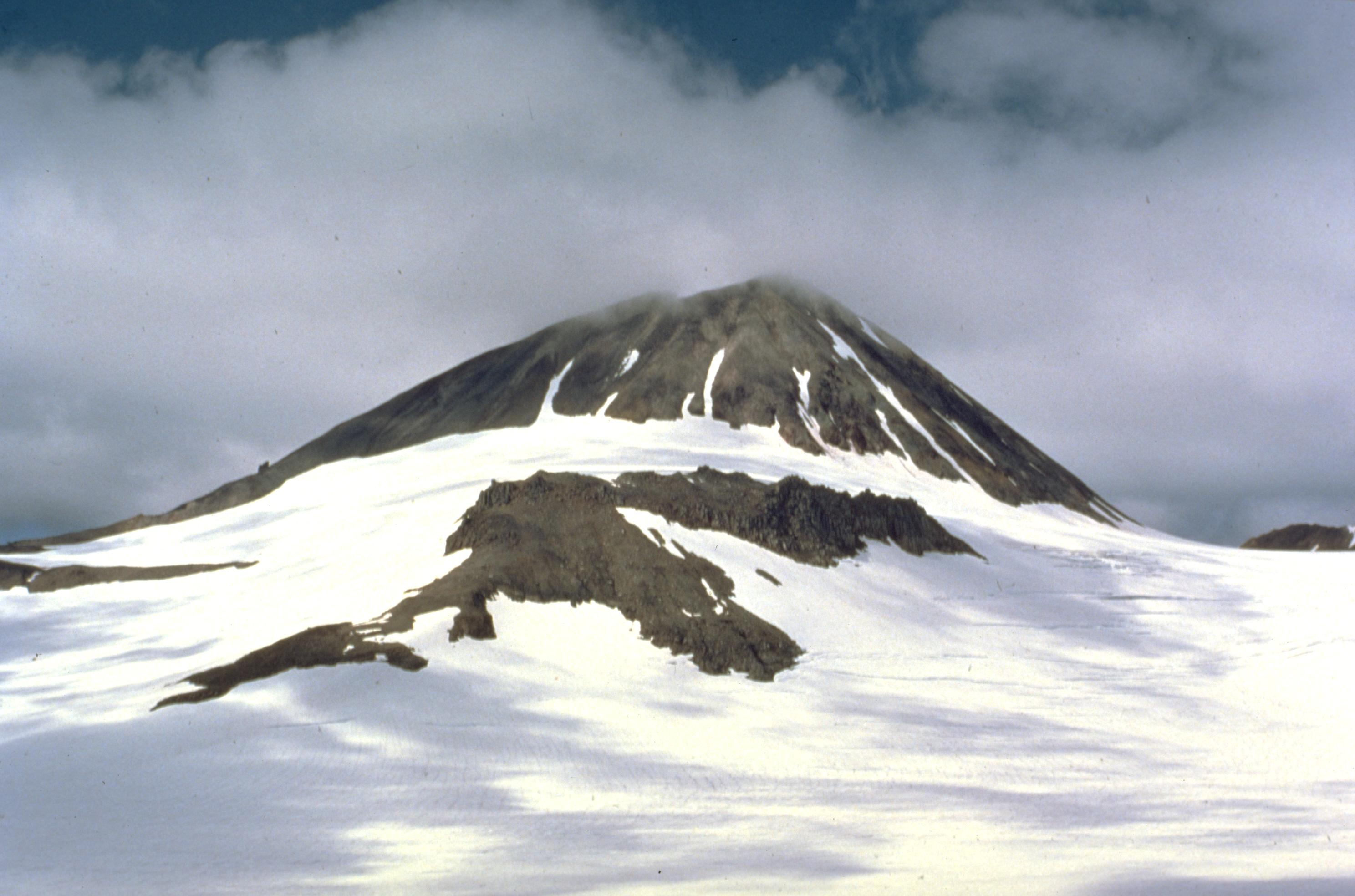

基亞拉格維克火山是美國的火山，位於阿拉斯加半島，由阿拉斯加州負責管轄，屬於阿留申山脈的一部分，海拔高度1,677米，山體在全新世時期形成。